# Senegalia pennata
Ча-ом (Senegalia pennata) — рослина роду Senegalia.

## Будова

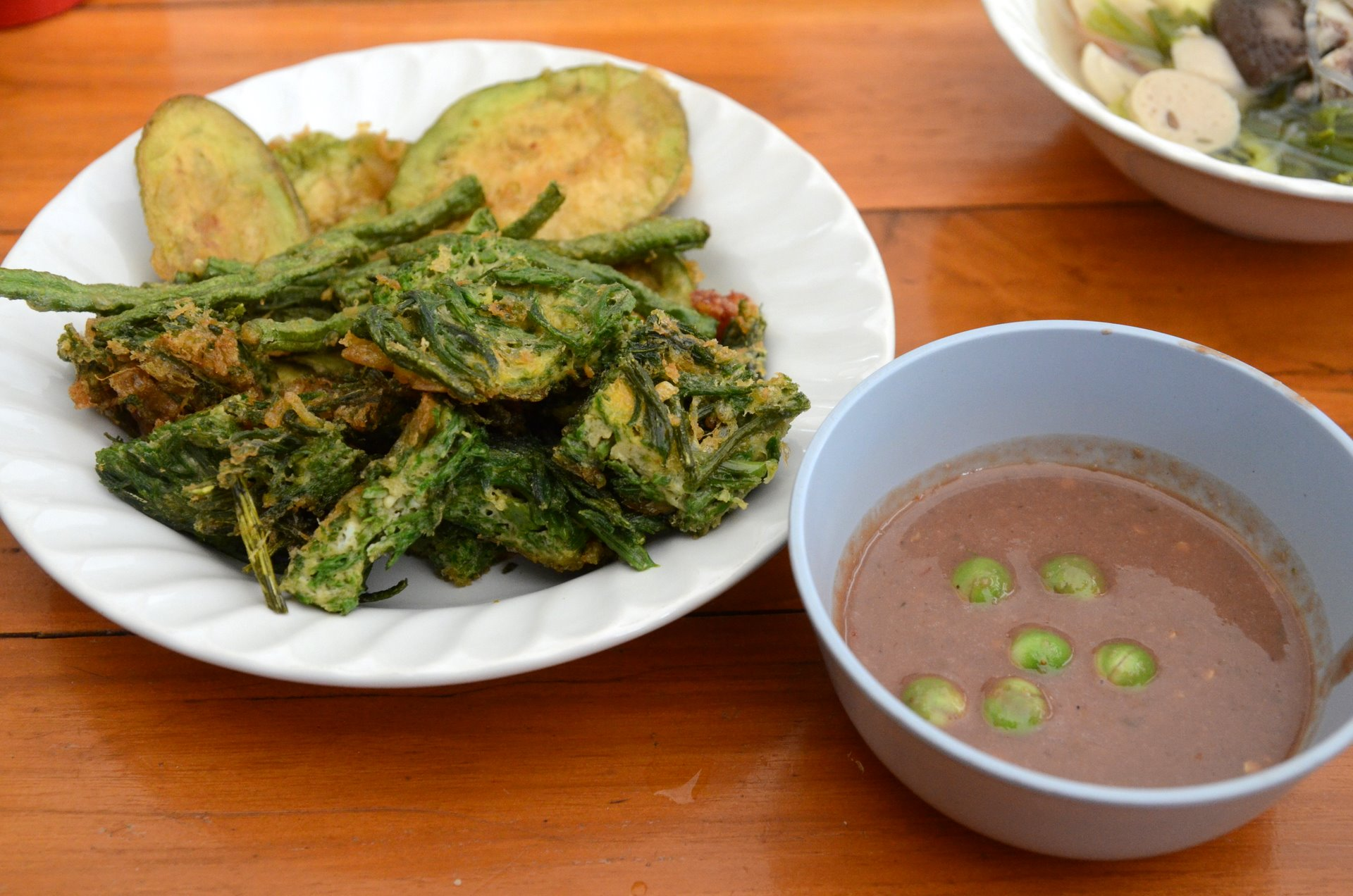
Тайська страва — омлет з ча-ом

Кущ до 5 метрів висоти з колючками на стеблах. Листя перисте. Квіти кремово-жовті. Плід — плоский стручок. Квіти, листя і гілки мають сильний приємний запах.

## Поширення та середовище існування
Походить з Південної та Південно-східної Азії у районах джунглів. У Австралію (Квінсленд) завезли фермери як сільськогосподарську рослину. Там вона наносить суттєву шкоду флорі, витісняє місцевий вид Senegalia albizioides. Визнана небезпечним бур'яном першого класу.

## Практичне використання
Листя і гілки використовують для приготування омлету, смажених овочів та карі в Таїланді, Індії, Бірмі, Лаосі.